# Girondins de Bordeaux (rugby à XIII)
Ne doit pas être confondu avec Bordeaux XIII.
Maillots
Actualités
Le club des Girondins de Bordeaux Rugby à XIII  est basé à Bordeaux en Gironde. Il s'agit d'une section de rugby à XIII  du club  des Girondins de Bordeaux omnisports, ce dernier ayant été créé en 1881. Cette section, franchisée, a évolué en deuxième division masculine entre 1996 et 2007[réf. souhaitée]. 
La section féminine a été créée au début des années 2010, elle résulte d'une Entente entre l'équipe des Girondins de Bordeaux Rugby League, et l'équipe de Biganos. Quatre titres de Championnes de France illustrent cette époque.
En 2019, elle reprend son indépendance et dispute le championnat de rugby à XIII féminin; son classement dans la phase de brassage lors de la saison 2019-2020,  déterminera si elle disputera la première ou la deuxième division du championnat.

## Histoire
Cette section des Girondins a connu deux périodes distinctes.
Une période dans les années 1990, au cours de laquelle une équipe masculine est lancée, puis disparait. Cette équipe comprend des joueurs tels que Laurent Garnier. Mais elle disparait ensuite.
Une seconde à partir des années 2010, où se créée une section féminine. 
Au début des années 2020, un flou existe concernant la pérennité de cette section. 
Un grand nombre de joueuses jouant dans un club baptisé « Bègles XIII ». 

## Joueurs, joueuses ou personnalités notables
À la création du club, l'effectif est le suivant. 
| KURESA          | Jontelle  |
| LORENZON        | Eva       |
| CAMPANELLA      | Lucille   |
| CAMPANELLA      | Cassandre |
| HOUSSAINI       | Manal     |
| SABOUA          | Emma      |
| JOHN            | Léa       |
| POCHET          | Lalie     |
| KAMAINA         | Larissa   |
| PIC             | Marine    |
| CASTELLO        | Lucie     |
| CAMPOURCY       | Victoire  |
| PASTRE-COURTINE | Zoé       |
| LINES           | Luna      |
| CIRIA           | Elisa     |
| LUEMBE-GONZALEZ | Josefina  |
| MALANGE         | Lysa      |
| KURESA          | Tallis    |

## Un réservoir de l'équipe de France
L'équipe constitue un véritable vivier de l'équipe de France : ainsi en 2021, quatre joueuses, dont Cassandre Campanella et Elisa Ciria,  sont convoquées en stage de préparation de l'équipe de France. L'objectif étant de préparer la coupe du monde.